# Aleksander Lagorio
Aleksander Jewgieniewicz Lagorio, ros. Александр Евгеньевич Лагорио (ur. 1852 w Teodozji na Krymie, zm. 1917) – petrograf i mineralog rosyjski, profesor Cesarskiego Uniwersytetu Warszawskiego, dyrektor Warszawskiego Instytutu Politechnicznego – poprzednika Politechniki Warszawskiej.

## Życiorys
Pochodził z rodziny o korzeniach szwajcarskich. W 1875 uzyskał stopień kandydata mineralogii na Uniwersytecie w Dorpacie. Jako asystent przy katedrze geologii wykładał mineralogię w dorpackim Instytucie Weterynaryjnym. Stopień magisterski uzyskał trzy lata później, po odbyciu podróży naukowej na Kaukaz i przedstawieniu rozprawy O andezytach Kaukazu, a w maju 1880 promowany został na doktora. Krótko po uzyskaniu doktoratu, w roku 1880, mianowany został profesorem nadzwyczajnym Uniwersytetu Warszawskiego. Katedrę tę piastował 18 lat.
Na uczelni warszawskiej był od 1881 sekretarzem Wydziału Fizyczno-Matematycznego, a w latach 1894-1901 dziekanem tegoż Wydziału. Wchodził w skład Komisji Bibliotecznej. Od 1885 był profesorem zwyczajnym w Katedrze Mineralogii. Uczestniczył w pracach rosyjskich towarzystw naukowych - od 1894 był członkiem Petersburskiego Towarzystwa Mineralogicznego, od 1896 członkiem korespondentem Petersburskiej Akademii Nauk, od 1897 członkiem Petersburskiego Towarzystwa Przyrodoznawców.
W 1897 znalazł się w składzie komitetu organizacyjnego Warszawskiego Instytutu Politechnicznego. W kwietniu roku następnego władze powierzyły mu stanowisko pierwszego dyrektora placówki z tytułem profesora zwyczajnego. Znany był z liberalnego stosunku do studiujących Polaków. Z funkcji dyrektora Lagorio odwołany został w sierpniu 1906, kiedy Instytut już od kilku miesięcy pozostawał w stanie zawieszenia, w związku z żądaniami nadania mu polskiego charakteru wysuwanymi przez studentów i pracowników; wznowił działalność dopiero w 1908, pod kierunkiem nowego dyrektora - Władimira Amalickiego, a w 1915 został ewakuowany w głąb Rosji (początkowo do Moskwy, potem do Niżnego Nowogrodu).
Wśród uczniów Lagorio był krystalograf Gieorgij Wulf.
Lagorio porzucił karierę naukową, w 1908 r. przeniósł się do Petersburga, gdzie objął kierownictwo wydziału naukowego w Ministerstwie Handlu i Przemysłu. Zmarł w 1917 r. Był kawalerem szeregu rosyjskich odznaczeń, m.in. srebrnego medalu cara Aleksandra III.